# Holzschnitzkunst der Osterinsel

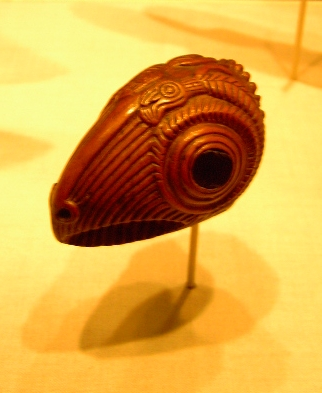
Geschnitztes Eidechsenköpfchen von der Osterinsel

Die fein bearbeiteten, hoch polierten Holzschnitzereien der Osterinsel gehören zu den schönsten Kunstobjekten, die die Kulturen Ozeaniens hervorgebracht haben. Die Holzschnitzkunst der Osterinsel – und die Steinbildhauerkunst gleichermaßen – hatte stets eine religiöse Zweckbestimmung.

## Allgemeines
Das gesamte Kunstschaffen diente, wie aus den in den Völkerkundemuseen erhaltenen Werken ersichtlich ist, ausschließlich der Herstellung von Ritualobjekten. Der Begriff der „l’art pour l’art“ war den polynesischen Kulturen fremd. Dabei ist jedoch zu beachten, dass in der Kultur der Osterinsel religiöse und weltliche Macht eng verzahnt und oft in denselben Personen vereint war. So hatten die weltlichen Herrscher (ariki = Häuptling, Stammesoberer) immer auch priesterliche Funktionen. Die Ritualobjekte dienten daher zugleich als Symbole weltlicher Macht. Besonders deutlich wird dies bei den Ao und Rapa genannten Zeremonialpaddeln, die bei rituellen Tänzen Verwendung fanden, gleichzeitig aber auch Zeichen der Autorität hoher Würdenträger waren.
Wann die Holzschnitzkunst auf der Osterinsel entstanden ist, lässt sich wegen des vergänglichen Materials archäologisch nicht mehr nachvollziehen. Es besteht das Problem, dass kein einziger Kunstgegenstand aus einer stratigraphischen Grabung stammt. Alle erhaltenen Objekte gelangten durch Kauf oder Tausch mit den europäischen Expeditionen in den Bestand der Sammlungen.:177 Sie sind insofern undatiert, da keine Angaben zur Herstellungszeit überliefert sind. Wenn überhaupt, ist lediglich das Jahr des Erwerbes nachzuvollziehen. Die frühesten Gegenstände kamen mit der zweiten Südseereise von James Cook (1772–1775) in die Völkerkundemuseen.
Anhand der Objekte in den Sammlungen lässt sich eine künstlerische Fortentwicklung kaum nachvollziehen. Entweder wurde der Stil über Jahrhunderte unverändert beibehalten oder – das dürfte wahrscheinlicher sein – es sind einfach keine Holzfiguren aus der Frühzeit der Osterinselkultur erhalten geblieben. Von einigen Statuetten lässt sich vermuten, dass sie viel später, nach der europäischen Einflussnahme, entstanden und speziell als Tauschobjekte hergestellt wurden. Sie unterscheiden sich von den klassischen Figuren durch einen deutlich wahrnehmbaren Verfall der handwerklichen Fertigkeiten und die Verwendung anderer Materialien, z. B. von minderwertigem Schwemmholz oder nichtheimischen Hölzern.
Angesichts der Kunstfertigkeit der Objekte dürften sie wohl überwiegend von Experten (tohunga, eine Art Priester-Handwerker) hergestellt worden sein. Da es auf der Osterinsel keine Metallwerkzeuge gab, wurden in der Hochblüte der Kultur Haifischzähne und Obsidiansplitter als Arbeitsgeräte benutzt. Als Material diente überwiegend das Holz des heute in der freien Natur ausgestorbenen Toromiro-Baumes (Sophora toromiro). In jüngerer Zeit gelang es, anhand von Holzproben aus einem Toromiro im Botanischen Garten von Göteborg die Zellstruktur mikroskopisch zu identifizieren, sodass nunmehr die Echtheit von Kunstobjekten aus der klassischen Zeit der Osterinsel zweifelsfrei nachzuweisen ist. Wie kostbar und selten das Holz auf der ab dem 11. Jahrhundert zunehmend entwaldeten Insel war, lässt sich daran erkennen, dass menschliche Figuren oft unnatürlich verkrümmt dargestellt wurden, um auch kleinste Äste noch für die Schnitzereien verwenden zu können. Gleichzeitig zeigt dies die besondere Begabung des Schnitzers, der in der Lage war, solche Unregelmäßigkeiten als natürliche Gegebenheiten in sein Werk einzuarbeiten.
Kennzeichnend für das Kunstschaffen der Osterinsel ist eine gewisse Standardisierung. Die Objekte wurden nach gleichem Grundmuster, jedoch stets individualisiert, hergestellt, d. h. trotz äußerlich gleichen oder ähnlichen Aussehens stellten die Figuren individuelle Personen dar. Das gilt sowohl für die großen steinernen Bildwerke – insbesondere sind hier die gigantischen Moai zu nennen – als auch für die kleinformatige, figurale Kunst. Diese weitgehende Standardisierung erleichtert die Klassifizierung.
Die Holzschnitzereien der Osterinsel lassen sich in folgende Kategorien einteilen:
- Moai
  - Moai Kavakava
  - Moai Tangata
  - Moai Papa
  - Moai Tangata Manu

- Moko
- Rei Miro
- Tahonga
- Ao und Rapa
- Ua
- Rongorongo-Tafeln
- Sonstige Holzobjekte

Über die Funktion und die religiöse bzw. machtpolitische Bedeutung der Gegenstände liegen im Einzelfall Aufzeichnungen der Europäer vor. Sie werden ergänzt durch mündlich tradierte Angaben der Inselbewohner, die jedoch erst ab dem späten 19. Jahrhundert systematisch erhoben und aufgezeichnet wurden.
Die Kunstobjekte der Osterinsel sind heute über die Museen der ganzen Welt verstreut, auf der Insel selbst ist nur wenig davon verblieben. In Deutschland befinden sich Holzschnitzereien verschiedener Art u. a. im Rautenstrauch-Joest-Museum Köln, im Ethnologischen Museum in Berlin, im Museum für Völkerkunde Dresden, im Museum für Völkerkunde zu Leipzig und im Überseemuseum Bremen.

## Moai

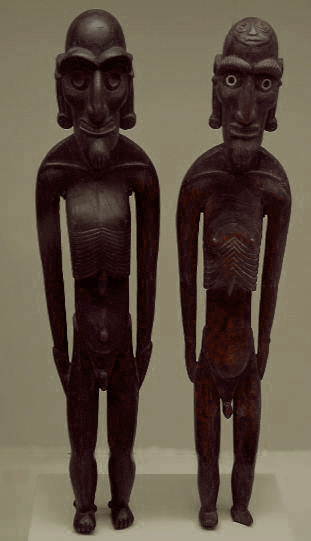
Moai Kavakava

Als Moai (polynesisch für Figur, Statue) bezeichnet man nicht nur die großen Steinfiguren der Osterinsel, sondern auch kleine, durchschnittlich vierzig Zentimeter hohe, menschliche Holzfiguren.

### Moai Kavakava
Die am meisten verbreitete Holzfigur der Osterinsel ist der Moai Kavakava. Das polynesische Wort kavakava heißt übersetzt Rippen. Folgerichtig zeigt die Statue einen ausgehungert wirkenden Mann mit deutlich vorstehenden Rippen, einem überdimensionierten, schädelartigen Kopf, großen Augenbrauen, langen Ohrläppchen mit Ohrpflöcken, einer ausgeprägten Nase und einem Spitzbart. Über hohen Backenknochen sind die Augen mit Knochenplättchen und Obsidian eingelegt. Der herabhängende Mund ist halb geöffnet und zeigt die Zähne. Die Beine sind unverhältnismäßig kurz, die herabhängenden Arme unverhältnismäßig lang dargestellt. Der Spitzbauch steht deutlich hervor, der Penis der Figur ist halb erigiert. Insgesamt erinnert die Gestalt an eine Mumie oder einen halbverwesten Leichnam.
Bei wenigen Figuren sind Haare angedeutet, die meisten Schädel sind kahl und zeigen Kopfglyphen unterschiedlicher Art wie Vögel, Fischmenschen, geometrische Symbole und zoomorphe Gestalten, einige davon sind Motive der Rongorongo-Schrift. Wahrscheinlich handelt es sich um Tätowierungen, obwohl sie nicht genau mit den von der Osterinsel überlieferten Kopf-Tattoos übereinstimmen. Daher könnten sie möglicherweise auch Stammesembleme darstellen.:178
Über den Zweck der 30 bis 50 cm hohen Bildnisse ist wenig bekannt. Sie werden heute als Ahnenbildnisse mit der Funktion eines Schutzgeistes gedeutet, möglicherweise stellen sie Aku Aku dar.
Die Figuren waren ausschließlich Männern zugeordnet und wurden bei religiösen Festen oder anderen bedeutenden Gelegenheiten an einer Schnur um den Hals getragen.:260 Bei den meisten noch erhaltenen Holzfiguren ist eine Öse oder Bohrung im Nackenbereich nachweisbar.
Wilhelm Geiseler, ein deutscher Besucher der Osterinsel im späten 19. Jahrhundert, berichtet, dass Würdenträger bei Prozessionen zehn bis zwanzig solcher Figuren an Schnüren um den Hals getragen hätten. In der übrigen Zeit seien die Bildnisse, in Tapa-Säckchen eingehüllt, in den Hütten aufgehängt worden.:32
Der Legende nach war der Schöpfer der ersten Moai Kavakava ein begnadeter Holzschnitzer namens Tuu-ko-ihu, der Schwager von Hotu Matua dem mythischen Gründervater der Osterinselkultur. Er war einer der Gefolgsleute Hotu Matuas und kam mit den ersten Siedlern auf die Insel. Die Statuetten sollen Abbilder von zwei Geistern sein, denen er persönlich begegnet war.:48
Es war Sitte, Moai Kavakava bei Festen aufzustellen, um so die Ahnen teilhaben zu lassen und sich gleichzeitig deren Schutz zu versichern. Alle Moai Kavakava konnten sich angeblich aus eigener Kraft fortbewegen sowie ihre Besitzer, wenn sie ihnen wohlgesinnt waren, im Traum vor bevorstehendem Unglück warnen. Andererseits waren sie aber auch in der Lage Schaden anzurichten. Eine Legende berichtet von einem Mann namens Rua Nuka, der sich von Tuu-ko-ihu sieben Moai Kavakava für ein Fest auslieh. Er stellte die Figuren in einer Hütte auf, doch in der Nacht vor dem Fest brannte die Hütte ab. Rua Huka ging am folgenden Morgen zu Tuu-ko-ihu, um von dem Unglück zu berichten und ihm Schadenersatz anzubieten. Doch als er dessen Hütte betrat, sah er zu seinem Erstaunen, dass alle sieben Moai Kavakava unversehrt dort standen. Tuu-ko-ihu erzählte, dass er in der Nacht geträumt habe, seine Moai hätten laute Schmerzensschreie angestimmt, woraufhin er sie aufforderte, sich in Sicherheit zu bringen. Als er Morgen erwachte, habe er die Figuren an ihrem gewohnten Platz vorgefunden.

### Moai Tangata

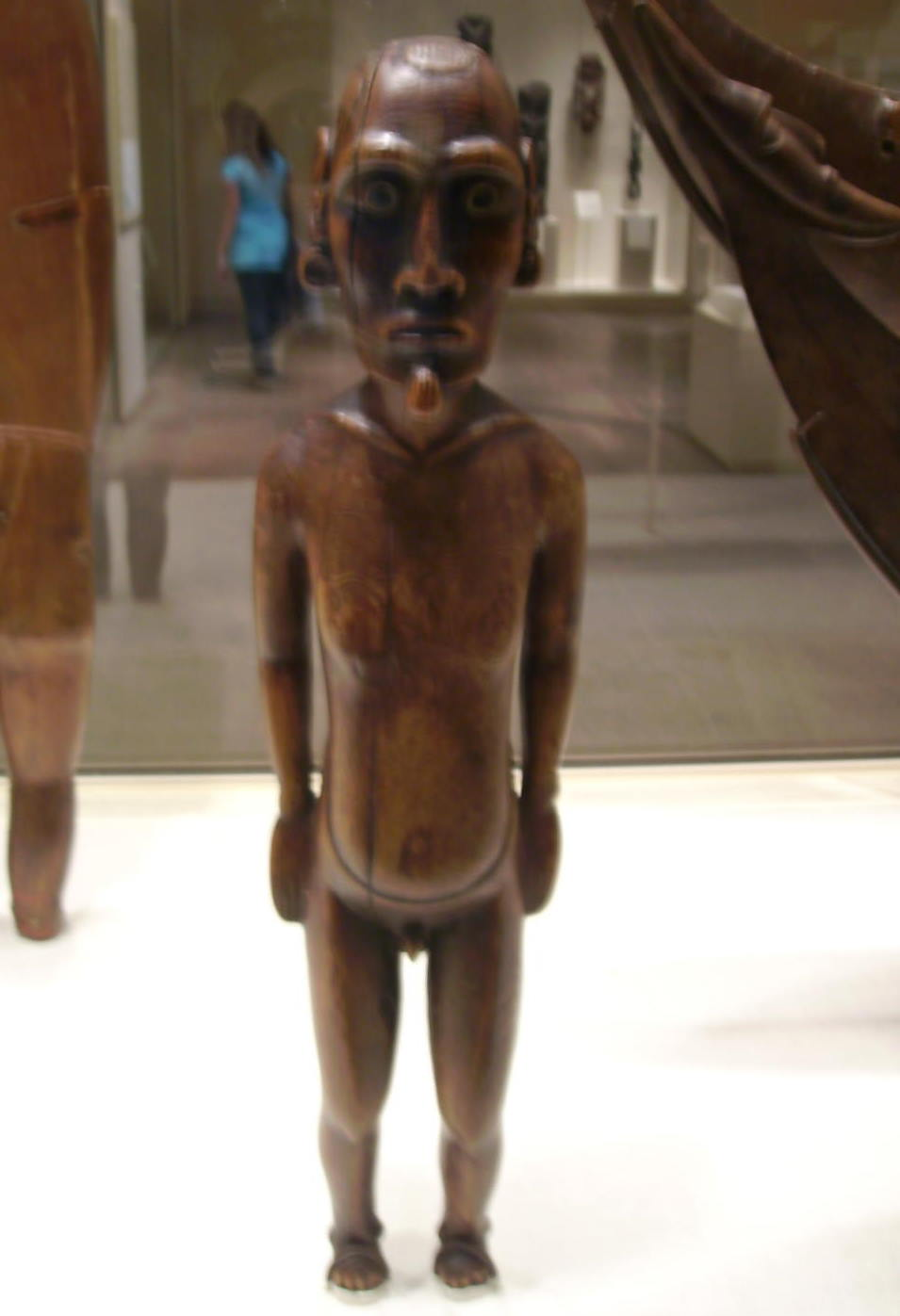
Moai Tangata

Das polynesische Substantiv tangata bedeutet Mensch. Moai tangata sind realistisch geschnitzte männliche Figuren, mit meist knabenhaftem Körperbau, obwohl bei einigen Figuren auch ein deutlicher Bauchansatz zu erkennen ist. Thor Heyerdahl schreibt treffend, dass die Schnitzerei gewöhnlich den Eindruck hervorruft, einen wohlgenährten Knaben darzustellen.:211 Das männliche Geschlechtsteil der nackten Statuen ist deutlich ausgeprägt.
Die naturalistisch gestalteten Gesichtszüge in dem verhältnismäßig großen Kopf werden von übergroßen, runden Augen aus Knochenplättchen und Obsidian dominiert. Fast alle Figuren tragen einen Spitzbart. Die Frisur ist unterschiedlich. Ein Exemplar im Musée de l’Homme in Paris trägt ein mit einer Schnur hochgebundenes Bündel aus Menschenhaar auf dem ansonsten kahlen Schädel. Andere Statuetten sind kahlköpfig, manchmal mit Tätowierungen auf der Kopfhaut, bei wieder anderen ist eine Frisur mit eingeschnitzten Kerben angedeutet.
Um die Hüften ist erhaben ein Muster eingeschnitzt, das einen Lendenschurz mit einem Knoten über dem Gesäß oder auch eine Tätowierung darstellen könnte. Insoweit besteht Ähnlichkeit mit den großen, steinernen Moai, die ein vergleichbares Muster aufweisen. Die erwähnte Figur im Musée de l’Homme, Paris, ist als einzig erhaltene mit einem Lendenschurz aus Tapa-Rindenbaststoff bekleidet.
Moai Tangata sind in den Sammlungen wesentlich seltener als die Moai Kavakava. Möglicherweise repräsentieren sie Vorfahren, die tatsächlich gelebt haben, sie könnten also individuelle Porträts sein.:53 :271 Thor Heyerdahl vermutete, dass die Figuren im Gegensatz zu den geisterhaften Moai Kavakava und den mit der Erdmutter assoziierten Moai Papa die Menschheit als Ganzes darstellen.
Die Figuren könnten auch nero oder neru darstellen, ausgewählte Kinder, die in Höhlen in Klausur gehalten wurden, um eine sehr helle Hautfarbe zu erlangen. Sie erhielten eine spezielle Diät, um an Gewicht zuzunehmen und hatten die Erlaubnis eine besondere Körperbemalung und charakteristische Insignien zu tragen. Die Kinder wurden in feierlichen Zeremonien in der Kultstätte Orongo konsekriert. Der Kult war eng verbunden mit Fruchtbarkeit, Zeugung, Ehe und Familiennachwuchs.

### Moai Papa

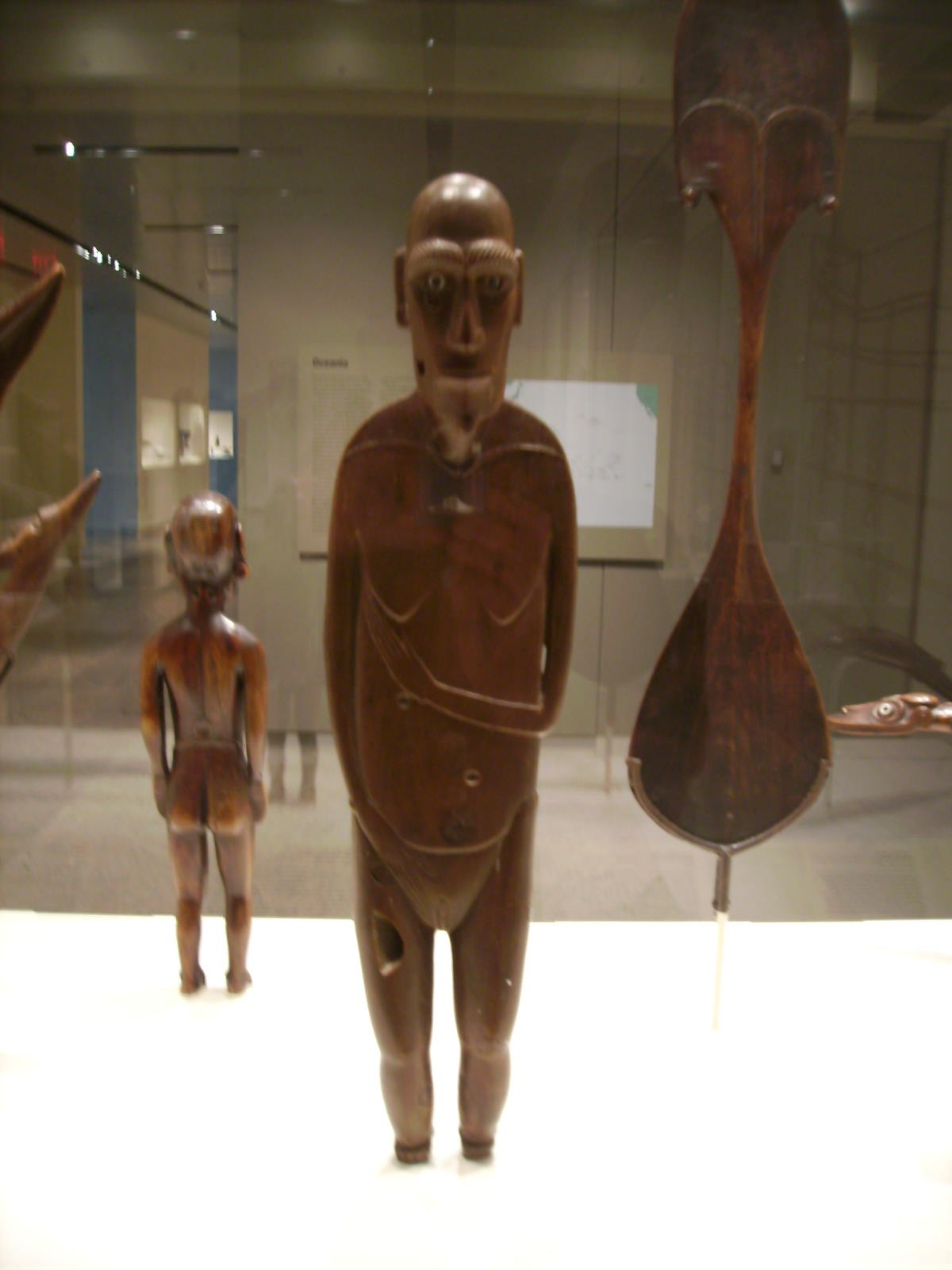
Moai Papa (Hintergrund rechts Rapa-Zeremonialpaddel)

Ebenfalls selten erhalten sind Moai papa (abweichende Schreibweisen: paapaa oder pa’a pa’a), das sind überwiegend weibliche, vereinzelt auch hermaphroditische Figuren, die einen weniger „skelettartigen“ Körperbau aufweisen als die Moai Kavakava. Das Substantiv papa bezeichnet in Rapanui einen flachen Stein oder Fels oder auch eine Holzplanke, als Verb bedeutet es, eine Zeichnung in einen flachen Stein einritzen.
Der Körper der 12 bis 60 cm hohen Statuetten ist brettflach, zwischen 2 und 6 cm dick. Im Gegensatz dazu ist der im Verhältnis auffallend kleine Kopf vollplastisch ausgebildet. Obwohl die Vulva meist deutlich eingraviert ist, wirkt das gesamte Erscheinungsbild der Gestalt eher männlich, bei einigen Figuren ist sogar ein Spitzbart vorhanden. Die inkrustierten Augen werden von ausgeprägten Augenbrauen beschattet, der erhaben eingeschnitzte Mund ist gerade oder nach unten gezogen, was der Figur einen mürrischen Gesichtsausdruck verleiht. Die Ohrläppchen sind durchbohrt und mit einem Ohrpflock versehen. Den Schädel ziert entweder eine ausgeprägte Frisur mit einem Kamm oder Knoten oder er ist kahlköpfig.
Die Handhaltung ist bei nahezu allen Figuren gleich, eine Hand zeigt auf die flachen, hängenden Brüste, die andere Hand deutet auf die Vulva. Diese charakteristische Handhaltung findet man auch in Bildwerken der Māori-Kunst, wo sie als Zeichen der Empfängnis gedeutet wird.
Routledge deutet die Figuren als Abbilder weiblicher Aku Aku, weist aber darauf hin, dass der Terminus papa auf den Marquesas mit der Großen Erdmutter assoziiert ist.:269–270 Im Schöpfungsmythos der Māori bilden Rangi und Papa das ursprüngliche Paar, Rangi den (männlich assoziierten) Himmel und Papa die (weiblich assoziierte) Erde.
Der Sage nach sollen einem berühmten Holzschnitzer namens Tuu-ko-ihu zwei weibliche Geister im Traum erschienen sein, die ihre Genitalien mit der Hand bedeckt hatten. Am folgenden Morgen schnitzte er zwei meisterhafte Bildwerke, die als Vorlage für alle künftigen Moai papa gedient haben sollen.:260–261
Die Bedeutung der Statuen ist unbekannt. Die Vereinigung von weiblichen und männlichen Attributen könnte jedoch darauf hindeuten, dass die Figuren als Pendant zu den männlichen Moai Tangata zu sehen sind.:51

### Moai Tangata Manu

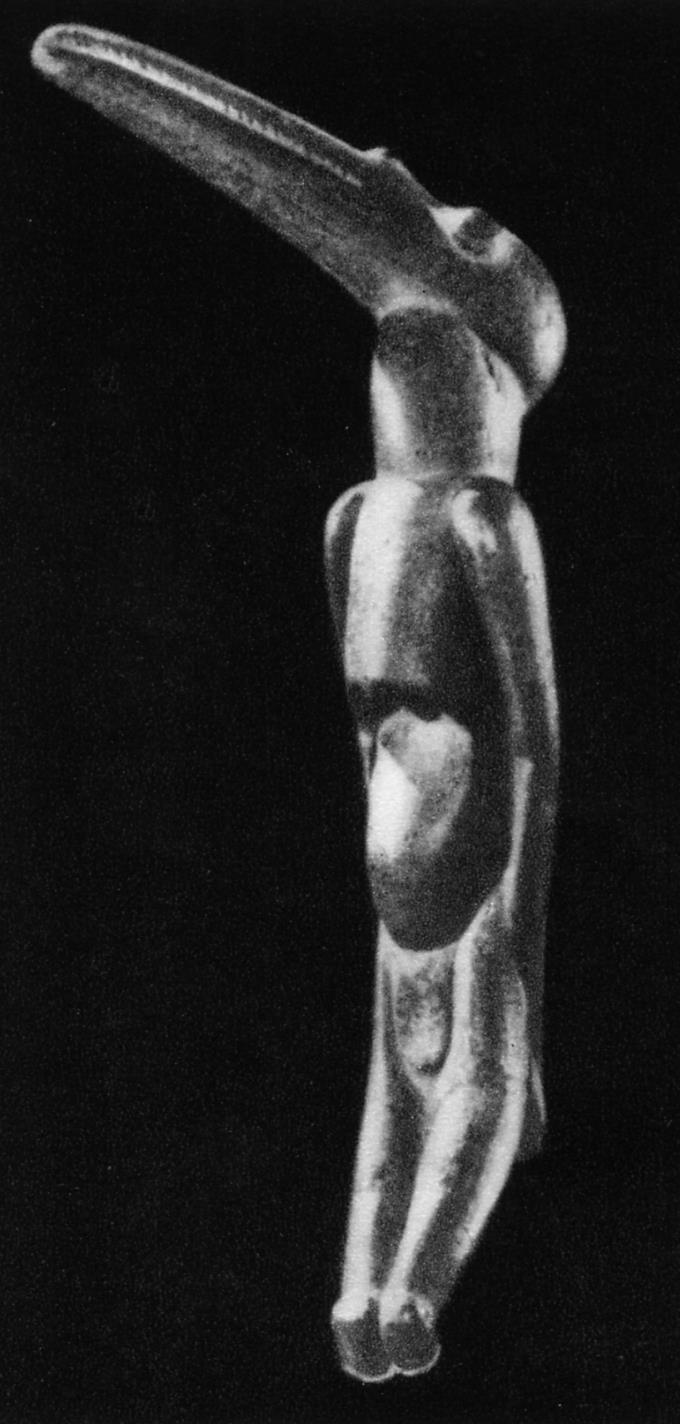
Moai tangata manu aus dem Museum of Natural History, NYC

Moai tangata manu ist ein Abbild des mythischen Vogelmannes, eines zoomorphen Mischwesens aus Mensch und Vogel. Der Vogelmann ist häufiges Motiv der Petroglyphen der Kultstätte Orongo, die dem Vogelmannkult geweiht ist.
Im Juli jedes Jahres zogen die Stämme vom Dorf Mataveri in einer Prozession nach Orongo. Dies war der Zeitpunkt zu dem die Seeschwalben auf den vorgelagerten Motus der Osterinsel ihre Eier legten. Die Kriegshäuptlinge der Stämme führten einen Wettstreit durch, wem es gelänge, das erste Ei der Rußseeschwalbe (Sterna fuscata) an Land zu bringen. Dabei traten sie nicht persönlich in den Wettbewerb ein, sondern ließen sich von Untergebenen, den hopu, vertreten. Diese kletterten die steilen Klippen hinunter und schwammen mithilfe von Schilfbündeln, auf denen sie etwas Vorrat mitführten, zum Motu Nui, ein wegen der Steilküste, der starken Brandung und der Haifische höchst gefährliches Unternehmen. Dort warteten sie in Höhlen das Brutgeschäft der Seeschwalben ab. Der manchmal mehrere Wochen dauernde Aufenthalt war beendet, sobald ein Hopu ein Seeschwalbenei entdeckte. Er legte das Ei in ein Stück Tapa-Rindenbaststoff, band es sich um den Kopf und trat den gefährlichen Rückweg an. Das Ei überreichte er seinem Häuptling, der von da an den Titel des Vogelmannes (tangata manu) trug.
Die Figuren vereinigen einen menschlichen (männlichen) Körper mit dem Kopf eines Vogels, meistens eines Fregattvogels. Die wenigen erhaltenen Statuen sind sehr unterschiedlich gestaltet, sie variieren in Größe, Haltung, Gestalt des Schnabels und im Körperbau. Einige besitzen Flügel. Sie gehören daher nicht zu den formal, sondern zu den thematisch standardisierten Formen. Eine einzelne Figur im American Museum of Natural History in New York City ist mit Rongorongo-Schriftzeichen bedeckt.
Die Ethnologin Heide-Margaret Esen-Baur weist darauf hin, dass Vogel-Mensch-Mischwesen in zahlreichen Kulturen der Erde vorkommen. In der Regel sind sie – ebenso wie das Ei, das auch im Vogelmannkult der Osterinsel eine zentrale Position einnimmt – mit Fruchtbarkeitsriten assoziiert. Auf der Osterinsel sind die Vogelmann-Petroglyphen stets mit eingeritzten Vulven vergesellschaftet, was auf eine enge Verbundenheit der Moai tangata manu mit einem Fruchtbarkeitskult hindeutet.:196

## Moko

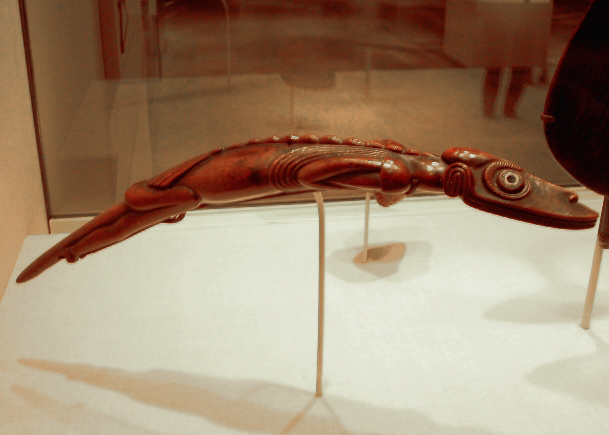
Moko, Ablepharus boutonii, als geschnitzte anthropomorphe Figur

Die Moko (auch Moko-Miro) genannten Holzobjekte sind anthropomorphe Abbilder der heute noch auf der Osterinsel häufigen, gleichnamigen Echse Ablepharus boutonii aus der Gattung der Natternaugen-Skinke, ein etwa 12 cm langes Tier von goldbrauner Farbe. Die naturalistisch geschnitzten Mischwesen sind eine Kombination von Mensch und Eidechse und haben menschliche Attribute wie Rückgrat, Rippen, Arme und Hände, aber gleichzeitig auch tierische wie einen Schwanz oder einen dreieckigen Kopf. Häufig ist auf dem Körper eine Vulva eingekerbt, auf anderen Exemplaren ein beschnittener Penis.:201 Der Echsenschwanz ist unnatürlich verlängert und läuft in einer Spitze aus. Auffällig ist der ausgeprägte Rückenkamm, der bei einigen Exemplaren stark gezackt ist, bei den meisten jedoch eher einem menschlichen Rückgrat ähnelt. Manchmal ist dieser Grat für eine Aufhängeschnur durchbohrt. Der Kopf der Figuren ist dreieckig und ähnelt einem Echsenkopf mit einer menschlich anmutenden Nase und Augenbrauen. Die Augen sind aus runden Knochenplättchen und Obsidian eingelegt.
Es scheint so, dass die Statuetten eine bedeutende Rolle im Zusammenhang mit den Paenga-Häusern spielten. Sie fanden sowohl beim Bau, als auch beim Abriss und der Verteidigung der Gebäude Verwendung. Bei der Einweihung der Häuser wurden die Figuren beiderseits der Einganges in den Boden gesteckt, um üble Geister (Aku Aku) abzuwehren. Gleichzeitig waren sie so im Falle eines Angriffes schnell zur Hand und konnten angeblich als Keulen Verwendung finden.:169 Angesichts der Fragilität und der geringen Größe der Figuren (Länge 30–40 cm, Dicke 6–13 cm) erscheint diese Zweckbestimmung aber eher zweifelhaft. Mit Hilfe dieser Ritualfiguren wurden auch die für die religiösen Feiern eigens errichteten, provisorischen Festhäuser abgerissen.:201
Die mündlich überlieferte Tradition der Osterinsel legt nahe, dass Moko als „furchteinflößende Unterweltsgeschöpfe galten und eng mit der Todesthematik verquickt waren.“:167 Anlässlich eines jährlich wiederkehrenden, besonderen Festes wurden geschnitzte Moko-Figuren rituell begraben, um unheilvolle Unterwelteinflüsse zu bannen.:168 Die Figuren fanden auch bei rituellen Tänzen Verwendung, indem sie rhythmisch in den Armen der Tänzer gewiegt wurden.:48 Nr. 4 Es ist möglich, dass die Figuren in suggestiver Weise auch als Phallusformen bei Fruchtbarkeitstänzen Verwendung fanden.

## Rei Miro

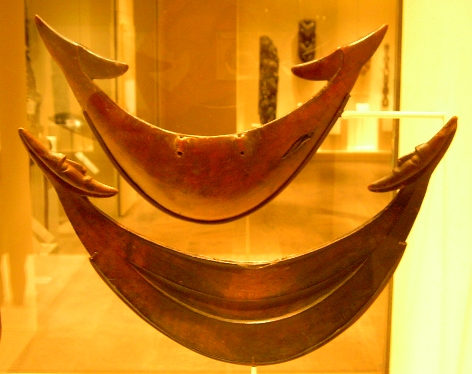
Rei-Miro (unten Vorderseite, oben Rückseite)

Rei Miro sind hölzerne Pektorale von mondsichelartiger Form. Ihre genaue Bedeutung – Kultgegenstand, Schmuck oder Rangabzeichen – ist nicht überliefert, wahrscheinlich sind sie von jedem etwas. Aus den Beschreibungen der frühen europäischen Besucher ist bekannt, dass sie – oft mehrere zugleich – von hohen Würdenträgern an einer Schnur um den Hals oder über die Schulter getragen wurden.:48 Nr. 12 Rei Miro ist eine Zusammensetzung aus den polynesischen Begriffen rei (dt.: Brustschmuck, Pektoral) und miro (dt.: Holz).

## Tahonga
Das Wort tahonga bzw. tahoga oder taonga kommt in mehreren ostpolynesischen Sprachen vor und bedeutet „kostbarer Besitz“ oder „Kleinod“.:216 Tahonga sind gut faustgroße, annähernd herz- oder eiförmige, gerundete Anhänger mit einer Bohrung für eine Schnur aus Menschenhaar am oberen Ende. Gelegentlich ist der obere durchbohrte Wulst für die Aufhängeschnur als vollplastische Figur ausgearbeitet, z. B. als doppelter menschlicher Kopf oder als tierische bzw. anthropomorphe Figur, zum Teil auch mit eingelegten Augen aus Knochen und Obsidian versehen. Das untere Ende ist spitz ausgezogen. Die Oberfläche des Balles ist der Länge nach mit Stegen in vier länglichrunde Zonen unterteilt, sodass der Gegenstand eine auffallende Ähnlichkeit mit einer Kokosnuss hat. Bei einem im Bernice P. Bishop Museum in Honolulu aufbewahrten Exemplar sind es nur drei Zonen, was das Objekt einer geschälten Kokosnuss noch ähnlicher macht. Dies ist umso bemerkenswerter, da die Kokosnuss ursprünglich nicht auf der Osterinsel wuchs. Das heutige Kokoswäldchen am Anakena-Strand ist erst in der ersten Hälfte des 20. Jahrhunderts angepflanzt worden. Es ist daher zu vermuten, dass die Form der Tahonga als eines der ältesten Motive der Osterinselkunst über mehrere Jahrhunderte aus der Zeit der Initialbesiedlung überliefert ist.
Die Objekte gelten als weiblicher Schmuck, der von Frauen hohen Ranges über der Schulter oder vor der Brust getragen wurde.:32 und 48 Ein 1777 anlässlich der Cook-Expedition entstandene Zeichnung von William Hodges zeigt eine Frau von der Osterinsel, die ein Tahonga um den Hals trägt.
Routledge berichtet von einem Initiationsritus innerhalb des Vogelmannkultes, te manu mo te poki (dt.: der Vogel für das Kind) oder kurz manu genannt, bei dem acht oder neun Kinder, deren Haupthaar zuvor vollständig entfernt worden war, mit weißen Bändern dekoriert und mit Tahonga behängt von Priestern zur Kultstätte Orongo geführt wurden. Dort fanden Tänze, Opferzeremonien und Rezitationen ritueller Gesänge statt und den Kindern wurden Hühnereier überreicht.:267 Die genaue Bedeutung dieser Zeremonie ist nicht überliefert, das Ei weist jedoch auf einen Zusammenhang mit einem Fruchtbarkeitsritus hin.

## Ao und Rapa

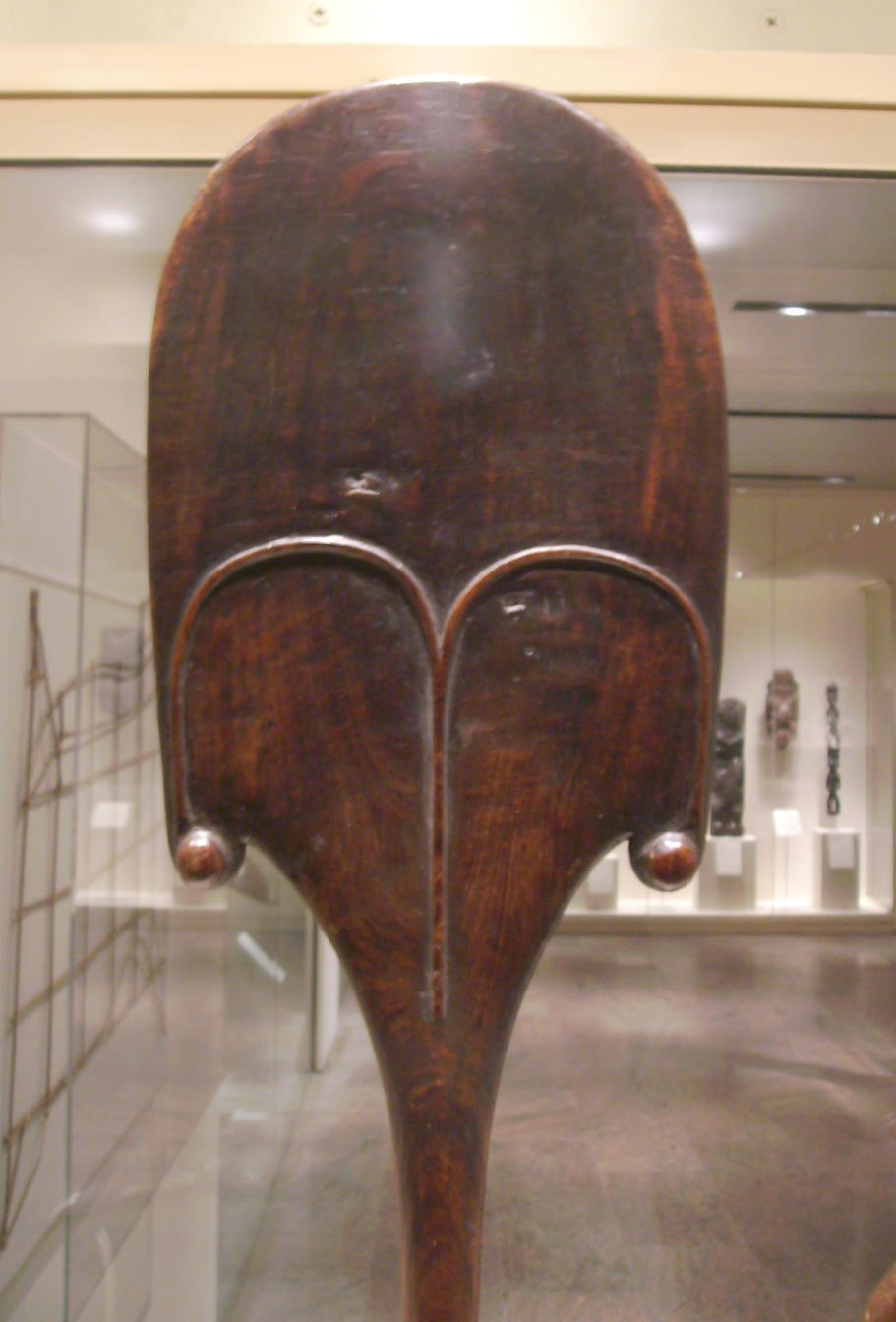
Rapa, oberes Blatt

Ao und Rapa sind paddelförmige Ritualgegenstände der Osterinselkultur von gleichartiger Form und ähnlichem Design, unterscheiden sich aber in der Größe. Das polynesische Adjektiv rapa bedeutet: glänzend, scheinend, leuchtend, das Substantiv ao wird für eine Person mit Macht, Einfluss und Befehlsgewalt verwendet. Die Objekte waren Rangabzeichen von Priestern des höchsten Ranges. Sie wurden als Zeichen der hohen Würde ihrer Träger mitgeführt, aber auch in Tänzen und Zeremonien des Vogelmannkultes verwendet.

## Ua

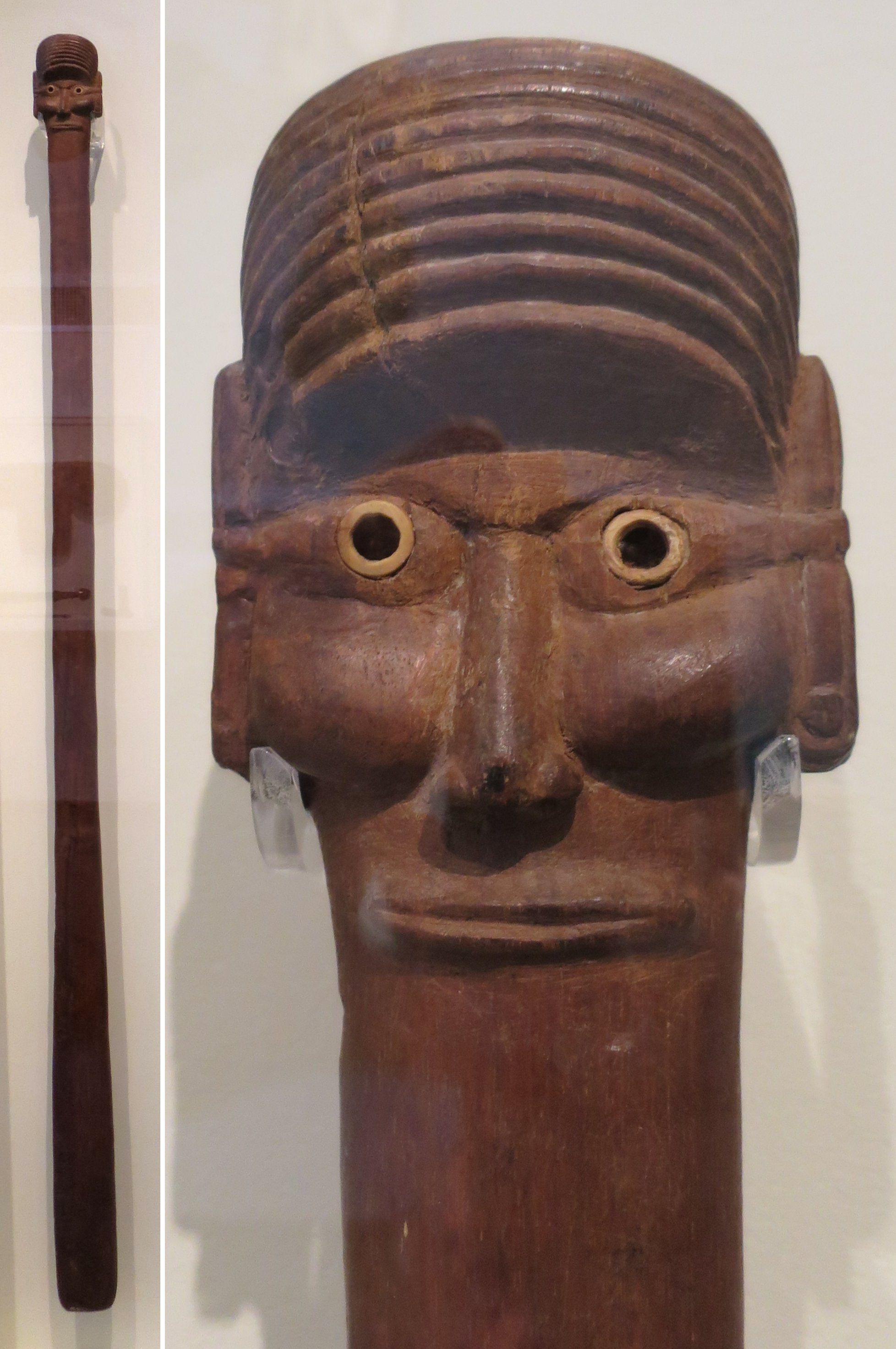
Ua, janusköpfige Stabkeule

Ua-Stäbe oder Ua-Keulen gehören zu den größten Holzobjekten, die aus der Osterinselkultur erhalten sind. Die zwischen 0,90 und 1,60 m langen, 5 bis 8 cm dicken Stäbe sind am unteren Ende keulenförmig verdickt. Das obere Ende ziert ein geschnitzter Doppelkopf („Januskopf“) mit eingelegten runden Augen aus Knochenplättchen und Obsidian. Die Tränensäcke oder Wangen sind stark vorgewölbt. Die ausgeprägte Stirn ist von der nur in groben Furchen angedeuteten Frisur bedeckt. Die langen Ohren sind mit Ohrpflöcken bzw. - löchern versehen. Unterhalb des erhaben geschnitzten Mundes geht der Kopf ohne Halspartie unmittelbar in den Stab über.
Der „Januskopf“ (moai aringa) ist ein in der Osterinsel-Kunst nicht seltenes Motiv. Ein einzigartiger, ca. 20 cm hoher Kopf aus Tapa-Rindenbaststoff ist erhalten sowie mehrere kleine geschnitzte Köpfchen mit einer Bohrung für eine Umhängeschnur, außerdem gibt es ein Tahonga mit einem Doppelkopf am oberen Ende. Das Motiv des Doppelkopfes taucht ebenfalls bei den kurzen und breiten Kriegskeulen (paoa) auf, einer Nahkampfwaffe der Osterinsel. Man nimmt daher an, dass es als Symbol von Heldenmut, Tapferkeit und kriegerischer Stärke galt.:74 Das Sujet lässt sich auf eine Legende der Osterinsel zurückführen, ein kriegerisches Epos vom Kampf zweier Stämme. Ein Häuptlingssohn mit Namen Rau-hiva-aringa-erua (dt.: Zwilling mit zwei Köpfen) war mit zwei Gesichtern geboren worden, eines schaute nach vorne, eines rückwärts. In einer Schlacht, in der er mit dem vorderen Kopf seinen Gegner fixierte, nahm er mit dem rückwärtigen Kopf einen weiteren Krieger wahr, der sich von hinten näherte. Der hintere Kopf befahl dem Körper sich umzudrehen, um sich der neuen Bedrohung zu stellen. Der vordere Kopf verweigerte dies jedoch und die beiden Köpfe begannen miteinander zu streiten. Das gab dem feindlichen Krieger Gelegenheit Rau-hiva-aringa-erua mit einem Speer zu durchbohren.
Im Gegensatz zu den Veröffentlichungen von Thor Heyerdahl,:222 der noch für möglich hielt, dass es sich um Kriegswaffen gehandelt habe, wird heute angenommen, dass die Ua-Stäbe ausschließlich Rangabzeichen für hohe Würdenträger in der Form von Zeremonialwaffen waren. Angesichts des hohen Verbrauches an kostbarem Holz für die Herstellung, darf man vermuten, dass ausschließlich Würdenträger des höchsten Ranges damit ausgezeichnet waren. Geiseler gibt an, dass es sich um sehr seltene Hoheitsstäbe handelte, die von Häuptlingen bei besonderen Gelegenheiten getragen wurden.:48 Nr. 2 William Thomson hält sie gar für die Waffe des „Königs“ und gibt an, sein Exemplar nur unter großen Schwierigkeiten und hohen Kosten erworben zu haben. Einen Eindruck von der Bedeutung der Zeremonialwaffe gibt ein in den Aufzeichnungen des Schriftstellers Pierre Loti veröffentlichter Kupferstich, der eine mit Federkrone und Cape – beides Zeichen höchster Würde – bekleideten Häuptling mit einem Ua-Stab zeigt.
Katherine Routledge erwähnt, dass jede Keule einen individuellen Namen hatte.:168 Das zeigt Parallelen zu den U'u-Kriegskeulen auf – ebenfalls mit Doppelköpfen dekorierte Nahkampfwaffen der Marquesas-Inseln – die für den jeweiligen Träger spezifisch hergestellt und rituell getauft wurden. Es besteht auch eine entfernte Ähnlichkeit mit den Taiaha-Keulen der Maori, die ebenfalls das Januskopfmotiv (upoko), hier jedoch mit ausgeprägter, herausgestreckter Zunge am oberen Ende des Stabes, aufweisen.

## Rongorongo-Tafeln

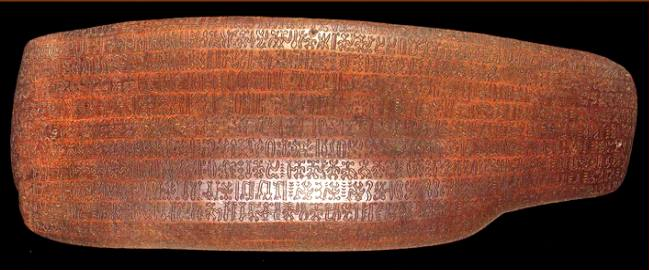
Rongorongo-Tafel (Tafel B: Aroukou Kurenga)

Rongorongo ist das einzigartige Schriftsystem auf der Osterinsel, die einzige Schrift, die aus der Südsee bekannt ist. Sie hat sich völlig isoliert entwickelt und ist mit keinem anderen Schriftsystem der Erde vergleichbar. Bis heute ist sie nicht entziffert, obwohl es einige Ansätze zur Deutung gibt. Die Schrift selbst besteht aus Piktogrammen die im Bustrophedon zu lesen sind. Die Symbole selbst zeigen anthropomorphe Figuren, Pflanzen, Körperteile, Tiere, grafische und astronomische Symbole, Werkzeuge und Geräte des täglichen Gebrauches sowie Ritualobjekte wie zum Beispiel Rei Miro. Es sind lediglich 25 als authentisch geltende Schriftzeugnisse bekannt, vorwiegend hölzerne Tafeln (kohau rongorongo), aber auch ein Stab mit über 2000 Zeichen (Exemplar I: Santiago-Stab) sowie zwei Rei Miro und ein Moai Tangata Manu, die mit Schriftzeichen bedeckt sind.
Die meisten Tafeln bestehen aus dem Holz des heiligen Miro-Baumes (Thespesia populnea), einige auch aus Toromiro oder Schwemmholz. Die Zeichen wurden vermutlich mit Obsidiansplittern oder Haifischzähnen eingraviert. Auch von diesen Tafeln ist nicht bekannt, wann sie entstanden sind. Erwähnt wurden sie erstmals von Europäern im frühen 19. Jahrhundert. Daraus haben einige Wissenschaftler den Schluss gezogen, dass es sich um eine bloße Nachahmung europäischer Schrift handelt, die nach dem europäischen Kontakt entstanden ist. Dem widerspricht aber die völlige Eigenständigkeit der „Buchstaben“, die mit keinen anderen Schriftsymbolen vergleichbar sind sowie die Anwendung der Bustrophedon-Lesart, die in Europa lediglich in einigen antiken, nicht jedoch in neuzeitlichen Schriften Verwendung fand.
Bei den Schrifttafeln handelte es sich um heilige Objekte für Schriftgelehrte, mit tabu umgeben, die unautorisierten Personen nicht zugänglich waren. Sie wurden verhüllt in den Hütten aufbewahrt. Dem widerspricht allerdings die Behauptung der Missionare, die sie „in jedem Haus“ gefunden haben wollen.:244–245 Tatsächlich muss es zahlreiche Schrifttafeln gegeben haben, da die Missionare im 19. Jahrhundert systematisch danach gesucht und viele davon verbrannt haben.
Die seriösen, wissenschaftlich fundierten Spekulationen über den Inhalt der Schrifttafeln reichen von rituellen Texten bzw. Gesängen, Mythen, Genealogien bis hin zu Kalenderdaten.

## Sonstige Holzobjekte
Eine Reihe anderer Holzobjekte, die sich nicht in das obige Schema einordnen lassen, sind erhalten geblieben. Das sind insbesondere menschliche und tierische Figuren sowie Körperteile. Ihr Symbolgehalt ist, mehr noch als bei den standardisierten Holzfiguren, weitgehend unbekannt.

### Heterogene menschliche Figuren
Es sind mehrere weibliche Figuren erhalten, die sich durch extrem vergrößerte Schamlippen auszeichnen (z. B. Museo Nazionale Preistorico Etnografico „Luigi Pigorini“ in Rom und Otago Museum in Dunedin, Neuseeland). Von mehreren Völkern der Südsee ist bekannt, dass sie künstliche Verlängerung der Labien und der Klitoris betrieben. Den Figuren nach zu schließen ist das Verfahren offensichtlich auch auf der Osterinsel gebräuchlich gewesen. Wahrscheinlich sind diese Figurinen in Verbindung mit Fruchtbarkeitsriten zu sehen.
Weiterhin sind mehrere doppelköpfige männliche, weibliche oder hermaphroditische Statuetten bekannt (z. B. Museo Etnográfico de la Universidad de Buenos Aires). Das Januskopf-Motiv findet insbesondere auch bei den Ua-Zeremonialstäben Verwendung.
Es gibt weitere atypische menschliche Figuren, viele davon unnatürlich verkrümmt (z. B. Museum für Völkerkunde zu Leipzig), um auch kleinste Äste noch für die Arbeit verwenden zu können. Man darf annehmen, dass diese Figuren in der Spätzeit entstanden sind, als das Toromiro-Holz bereits weitgehend von der Insel verschwunden war.

### Menschliche Körperteile
Bekannt sind mehrere menschliche Schädel, zum Teil mit inkrustierten Augen und Spitzbart (z. B. Sammlung der Congregazione dei SS Cuori in Grottaferrata bei Rom), zwei meisterhaft geschnitzte menschliche Hände (Museo del Carmen de Maipù in Santiago de Chile und British Museum in London), eine Vulva (Pitt Rivers Museum in Oxford) und ein grob gefertigter, verkrüppelter Fuß (Bernice P. Bishop Museum in Honolulu), bei dem noch die Umhängeschnur erhalten ist. Die Bedeutung dieser Darstellungen ist nicht bekannt.

### Tierdarstellungen oder zoomorphe Figuren
Zu den schönsten Stücken der Osterinselkunst gehören meisterlich geschnitzte Tierdarstellungen. Darunter zählen: Ein naturgetreuer Tintenfisch (Museum für Völkerkunde Wien), eine realistisch gearbeitete Meeresschildkröte (Peabody Museum of Archaeology and Ethnology in Cambridge (Mass.), USA), mehrere Vögel (z. B. Museum für Völkerkunde in Wien), ein Hahnenkopf (Peabody Museum in Cambridge), eine Käferschnecke (Polyplacophora) als Anhänger (Universitetets Etnografiske Museum in Oslo), eine Kaurischnecke (Museo Nacional de Historia Natural in Santiago de Chile) und mehrere Fischfiguren (z. B. Institut für Völkerkunde der Universität Göttingen). Eine davon ist besonders erwähnenswert, da die Figur gänzlich mit Vogelmann-Reliefs bedeckt ist und der Fischschwanz in einem menschlichen Kopf endet (Field Museum of Natural History in Chicago). Mehrere dieser Stücke sind mit Ösen und einer Aufhängschnur versehen, sodass anzunehmen ist, dass sie als ritueller Schmuck Verwendung fanden.